# 日本通運硬式野球部
日本通運硬式野球部（にっぽんつううんこうしきやきゅうぶ）は、埼玉県さいたま市に本拠地を置き、日本野球連盟に所属する社会人野球の企業チームである。
運営母体は、総合物流会社である日本通運。南関東を代表する強豪チームである。さいたま市浦和区駒場2丁目2番4号のNITTSU浦和ボールパークを本拠地グラウンドとして使用している。

## 概要
1956年、日本通運が埼玉県浦和市を本拠地とし『日本通運硬式野球部』として創部。
1957年、創部2年目にして都市対抗野球に初出場し、準優勝となる。
1964年、4回目の出場となった都市対抗野球で初優勝を果たす。
1975年の日本選手権で初出場を果たし、1982年の日本選手権と1984年の日本選手権で準優勝となり、6回目の出場となった1994年の日本選手権で初優勝を果たす。
1998年のシーズン終了後、愛知県名古屋市を本拠地とし活動していた日本通運名古屋硬式野球部を統合した。これにより、会社唯一の野球部となった。
2001年5月1日、浦和市が大宮市と与野市を合併しさいたま市となったため、本拠地が変更となった。

## 設立・沿革
- 1956年 - 埼玉県浦和市を本拠地に『日本通運』として創部。
- 1957年 - 都市対抗野球に初出場（準優勝）。
- 1964年 - 都市対抗野球で初優勝。
- 1975年 - 日本選手権に初出場（初戦敗退）。
- 1982年 - 日本選手権で準優勝。
- 1984年 - 日本選手権で準優勝。
- 1993年 - 都市対抗野球で準優勝。
- 1994年 - 日本選手権で初優勝。
- 1997年 - 都市対抗野球で準優勝。
- 1998年 - シーズン終了後に日本通運名古屋を統合。
- 2001年 - 5月1日に市町村合併により、本拠地が浦和市からさいたま市に変更。
- 2016年 - 日本選手権で準優勝。
- 2017年 - 都市対抗野球で準優勝。

## 主要大会の出場歴・最高成績
- 全日本アマチュア野球王座決定戦：出場1回
- 都市対抗野球大会：出場49回、優勝1回（1964年）、準優勝4回（1957、1993、1997、2017年）
- 日本産業対抗野球大会：出場12回、準優勝1回（1968年）
- 社会人野球日本選手権大会：出場24回、優勝1回（1994年）、準優勝3回（1982、1984、2016年）
- JABA北海道大会：優勝5回（1958、1961、2007、2008、2016年）
- JABA東北大会：優勝4回（1989、1997、2000年、2023年）
- JABA日立市長杯選抜野球大会：優勝3回（1986、2008、2021年）
- JABA東京スポニチ大会：優勝3回（1970、1987、1998年）
- JABA静岡大会：優勝2回（1964、1968年）
- JABAベーブルース杯争奪大会：優勝1回（2019年）
- JABA四国大会：優勝8回（1981、1982、1983、1984、1987、1988、2004、2022年）
- JABA九州大会：優勝3回（1983、1984、2017年）

## 主な出身プロ野球選手
- 市田夏生（投手） - 1950年に広島カープに入団
- 堀本律雄（投手） - 1960年に読売ジャイアンツに入団
- 渋谷誠司（投手） - 1962年に国鉄スワローズに入団　※当チーム所属以前に日本通運弘前に在籍
- 妻島芳郎（投手） - 1962年に大毎オリオンズに入団
- 竹之内雅史（内野手） - 1967年ドラフト3位で西鉄ライオンズに入団
- 榊親一（捕手） - 1967年ドラフト4位で東京オリオンズに入団
- 田中章（投手） - 1968年ドラフト2位で読売ジャイアンツに入団
- 金田留広（投手） - 1968年ドラフト4位で東映フライヤーズに入団
- 三橋豊夫（投手） - 1970年ドラフト2位でヤクルトアトムズに入団
- 前田亨（捕手） - 1973年ドラフト5位で阪急ブレーブスに入団
- 関東孝雄（内野手） - 1975年ドラフト6位で中日ドラゴンズに入団
- 村上之宏（投手） - 1976年ドラフト4位で南海ホークスに入団
- 駒崎幸一（外野手） - 1980年ドラフト外で西武ライオンズに入団
- 曽田康二（投手） - 1980年ドラフト外で中日ドラゴンズに入団
- 福原峰夫（内野手） - 1981年ドラフト外で阪急ブレーブスに入団
- 辻発彦（内野手） - 1983年ドラフト2位で西武ライオンズに入団
- 加藤正次（投手） - 1983年ドラフト5位でヤクルトスワローズに入団
- 清水治美（投手） - 1983年ドラフト6位で中日ドラゴンズから指名を受け、翌1984年シーズン終了後に入団
- 勝呂博憲（内野手） - 1986年ドラフト4位で読売ジャイアンツから指名を受け、翌1987年シーズン終了後に入団
- 高柳出己（投手） - 1987年ドラフト1位で近鉄バファローズに入団
- 益田尚哉（内野手） - 1988年ドラフト外で広島東洋カープに入団
- 大田勇治（外野手） - 1990年ドラフト外で日本ハムファイターズに入団
- 井出竜也（外野手） - 1993年ドラフト2位（逆指名）で日本ハムファイターズに入団
- 川崎義文（捕手） - 1993年ドラフト4位で横浜ベイスターズに入団
- 関口伊織（投手） - 1995年ドラフト2位（逆指名）で横浜ベイスターズに入団
- 大塚晶文（投手） - 1996年ドラフト2位（逆指名）で近鉄バファローズに入団
- 川中基嗣（内野手） - 1997年ドラフト2位（逆指名）で読売ジャイアンツに入団
- 高橋薫（投手） - 1999年ドラフト1位（逆指名）で千葉ロッテマリーンズに入団
- 木村一喜（捕手） - 1999年ドラフト2位（逆指名）で広島東洋カープに入団
- 広田庄司（投手） - 1999年ドラフト2位（逆指名）で福岡ダイエーホークスに入団
- 本柳和也（投手） - 2001年ドラフト9位でオリックス・ブルーウェーブに入団
- 牧田勝吾（内野手） - 2001年ドラフト11位でオリックス・ブルーウェーブに入団
- 武田久（投手） - 2002年ドラフト4位で日本ハムファイターズに入団
- 小川将俊（捕手） - 2003年ドラフト8位で中日ドラゴンズに入団
- 川井進（投手） - 2004年ドラフト4位で中日ドラゴンズに入団
- 金剛弘樹（投手） - 2004年ドラフト9位で中日ドラゴンズに入団
- 古谷拓哉（投手） - 2005年大学生・社会人ドラフト5位で千葉ロッテマリーンズに入団
- 下窪陽介（外野手） - 2006年大学生・社会人ドラフト5位で横浜ベイスターズに入団
- 野本圭（外野手） - 2008年ドラフト1位で中日ドラゴンズに入団
- 阿南徹（投手） - 2009年ドラフト5位でオリックス・バファローズに入団
- 牧田和久（投手） - 2010年ドラフト2位で埼玉西武ライオンズに入団
- 友永翔太（外野手） - 2014年ドラフト3位で中日ドラゴンズに入団
- 生田目翼（投手） - 2018年ドラフト3位で北海道日本ハムファイターズに入団
- 柴田大地（投手） - 2021年ドラフト3位で東京ヤクルトスワローズに入団
- 高野脩汰（投手） - 2022年ドラフト4位で千葉ロッテマリーンズに入団
- 古田島成龍（投手） - 2023年ドラフト6位でオリックス・バファローズに入団
- 大友宗（捕手） - 退団後、BCリーグの茨城アストロプラネッツを経て、2024年育成ドラフト3位で福岡ソフトバンクホークスに指名

## 元プロ野球選手の競技者登録
- 藤田宗一（元：国鉄スワローズ） - 初代監督（1956年～1959年）→退団
- 初岡栄治（元：国鉄スワローズ） - 外野手（1956年～1959年）→コーチ（1960年～1969年）→助監督（1970年）→3代目監督（1974年～1976年）→退団
- 古谷法夫（元：国鉄スワローズ） - 投手（1956年）→コーチ兼任投手（1957年）→コーチ（1958年～1967年）→退団

## 主な在籍選手
- 木南了（捕手） - 2016年の第58回北海道大会MVP

## かつて在籍していた主な監督・コーチ・選手
- 稲葉誠治 - 監督（2代目）として在籍。
- 神長英一 - 選手・コーチ・監督として在籍。
- 日下部明男 - 選手として在籍。
- 田中美一 - 選手として在籍。引退後、六大学野球、都市対抗野球大会、春夏の甲子園などで審判員を務めた。
- 長谷川治 - 選手として在籍。
- 松田訓 - 選手として在籍。1994年の日本選手権MVP、社会人ベストナイン。
- 杉本泰彦 - 選手・コーチ・監督として在籍。のち西部ガス、東洋大学の監督を経て、現在は高校野球監督。